# Otterbach (Michelsbach)
Der Otterbach ist ein gut 42 km langer Bach in Rheinland-Pfalz und der rechte Quellfluss des Michelsbachs. Er fließt auf seiner gesamten Länge durch die Südpfalz.

## Name
Der Bachname leitet sich – wie zahlreiche entsprechende Zusammensetzungen im deutschsprachigen Raum – von der Marderart Fischotter her, die in Mitteleuropa teilweise noch heute vorkommt.

## Geographie

### Verlauf
Der Otterbach entspringt im Oberen Mundatwald, der im Südosten des südpfälzischen Wasgaus, des südlichen Teils des Pfälzerwalds, liegt. Quelle ist der Rothenbrunnen auf 283 m Höhe in einem Kerbtal nordöstlich des Schloßbergs (503,1 m) und südwestlich des Farrenbergs (489,3 m).
Zwischen den Ostläufern von Hohenberg (420 m) im Norden und Steinbühl (402 m) im Süden durchbricht der Otterbach den Ostrand des Mittelgebirges und tritt in die Rheinebene ein. Er durchfließt die beiden nach ihm benannten Gemeinden Oberotterbach – dort unterquert er die Deutsche Weinstraße – und Niederotterbach, anschließend Vollmersweiler und Freckenfeld, wo er den Bienwald an dessen Nordrand passiert. In Minfeld nimmt er von links den Dierbach auf; anschließend bildet er die Grenze zwischen den Gemarkungen von Kandel und Wörth. In Kandel mündet von rechts der Bruchbach. Bei seinem Lauf durch Jockgrim mäandriert der Otterbach stark. Knapp vor dem Eintritt in die Rheinniederung durchfließt der Bach das Hochwasserrückhaltebecken Otterbach (⊙), einen in den 1960er Jahren zur Entlastung des Schöpfwerks Leimersheim angelegten Retentionsraum mit einem Volumen von ungefähr 500.000 m³. Das Rückhaltebecken kann den Abfluss bei einem 50-jährlichen Hochwasser um rund ein Drittel drosseln.
Bei Neupotz wird Hochwasser des Erlenbachs über mehrere Querverbindungen, beispielsweise über den Wattbach, zum Otterbach abgeschlagen, da die Abflusskapazität des Erlenbachs durch eine Mühle begrenzt ist. Südlich von Leimersheim mündet der Otterbach in das Fischmal, ein Altwasser des Rheins, das im Jahr 1595 bereits vorhanden war. Das 1,7 km lange und zwischen 40 und 200 m breite Stillgewässer wurde in den 1960er Jahren bis in eine Tiefe von 10 m ausgekiest. Es ist ein Biotop für zahlreiche Wasservögel und Pflanzen.
Im Regelfall fließt das Wasser aus dem Fischmal über den Michelsbach ab, der den See im Nordwesten verlässt. Er durchfließt das Ortsgebiet von Leimersheim und nimmt dort auf 97 m Höhe den von links kommenden Erlenbach auf. Der Michelsbach nutzt alte Rheinläufe und mündet nach gut 12 km auf 96 m Höhe von links in den Hauptstrom. 
Bei hohen Wasserständen im Fischmal pumpt das Schöpfwerk Leimersheim(⊙) Wasser in den Leimersheimer Altrhein und damit auf direkterem Wege in den Rhein. Das 1931/32 erbaute Schöpfwerk hat zwei Pumpen, die bei einem Höhenunterschied von 4,5 m zusammen 5,6 m³/s Wasser pumpen können. Das Schöpfwerk wird seit Ende 2020 neugebaut und dabei auf eine Leistung von 14 m³/s erweitert. Grund ist der geplante Reserveraum für Extremhochwasser des Rheins in der Hördter Rheinaue, bei dessen Flutung der Abfluss über den Michelsbach unterbrochen wird, so dass das neue Schöpfwerk den gesamten Abfluss aus Otterbach und Erlenbach bewältigen können muss.
Im Unterschied zu dem beschriebenen Mündungsverlauf stuft die Wasserwirtschaftsverwaltung Rheinland-Pfalz den Otterbach als Zufluss des nach Nordosten fließenden Leimersheimer Altrheins ein, was auch aus den Fließgewässerkennziffern (Michelsbach 23754, Otterbach 237522) hervorgeht. Zu diesem Zweck wird die Otterbach-Mündung (⊙) 200 m vor das Fischmal verlegt und dieser See dem Leimersheimer Altrhein zugerechnet. Der Landesverordnung über die Gewässer zweiter Ordnung (GewZweiV RP) zufolge entsteht der Michelsbach am Leimersheimer Friedhof durch den Zusammenfluss von Erlenbach und Otterbach. Nach dieser Sichtweise gehört auch das gut 700 m lange Fließgewässer zwischen Fischmal und Erlenbachmündung zum Otterbach.
Der Otterbach bildet zusammen mit dem Erlenbach und dem Klingbach über den Michelsbach ein zusammenhängendes Einzugsgebiet.

### Zuflüsse und Abzweigungen
Zuflüsse und Abzweigungen bachabwärts mit orographischer Seite, Länge und Einzugsgebiet:
- Graben am Heidenbrunnenhof (links), 1,0 km, 0,452 km²
- Schulzenteichgraben (links), 0,9 km, 0,753 km²
- Salzgraben (rechts), 2,4 km, 2,875 km²
- Müllergraben (links), 0,1 km, 0,016 km²
- Bruchteichgraben (links), 1,2 km, 1,496 km²
- Sandwiesengraben (links), 0,4 km, 0,098 km²
- Graben von der Bahn (links), 0,3 km, 0,241 km²
- Dorfbach[9] (links), 2,1 km, 0,497 km²
- Immensackgraben (rechts), 0,5 km, 0,128 km²
- Vorderbach (rechts), 3,1 km, 1,583 km²
- Mittelbach (rechts), 1,5 km, 0,252 km²
- Bruchbach (rechts), 11,1 km, 13.945 km²
- Unterer Dorfwiesengraben[9] (links)
- Dierbach (links), 18,5 km, 24.686 km²
- Mühlbach (links)
- Oberbuschgraben (links)
- Neugraben (rechts), 11,2 km, 8,883 km²
- Bruchgraben (rechts)
- Kleiner Dörninggraben (links)
- Dörninggraben (links), 10,0 km, 11.194 km²
- Wattbach (links), 1,0 km
- Wanzenheimer Wiesengraben (links)
- Rheingraben (rechts)
- Kapplachgraben (links)
- Altrhein bei Neupotz (rechts); Verbindungsgraben auch als Dohlgraben bezeichnet

## Natur und Umwelt
In der Rheinebene erstreckt sich südlich des mittleren Otterbachs zum Bienwald hin das Naturschutzgebiet Nr. 7334-103 Bruchbach-Otterbachniederung (1543,2 ha). Es ist von zahlreichen alten Bewässerungsgräben durchzogen und stellt deswegen ein wertvolles Feuchtbiotop dar.

## Bauwerke

### Mühlen
Mit dem Wasser des Otterbachs wurden früher eine Reihe von Mühlen betrieben. Als Wohnplatznamen blieben beispielsweise Brendelsmühle, Heldenmühle, Höllenmühle und Schaidter Mühle bis heute erhalten.

### Sonstige Bauwerke
Unweit des Quellbereichs erhebt sich die Ruine der Burg Guttenberg. Im Bereich von Rheinzabern, das bereits zu Zeiten der Römer als Tabernae existierte, existierten seinerzeit mehrere Tongruben, die bis in die Gegenwart als Mulden zu erkennen sind.